# 南西海運
南西海運株式会社（なんせいかいうん）は、沖縄県那覇市曙に本社を置く海運会社。旧社名は大米興産。

## 航路
- 那覇港 - 平良港 - 石垣港
- 那覇港 - 石垣港 - 廈門港（中国福建省）
- 那覇港 - 石垣港 - 基隆港（台湾基隆市）

## 船舶
よね丸
総トン数744G/T、航海速力17ノット、載貨トン数1,650D/W、コンテナ積載量128TEU。
那覇-宮古-石垣-那覇航路に就航。
せつ丸
総トン数499G/T、航海速力15ノット、載貨トン数1,500D/W、コンテナ積載量96TEU。
那覇-石垣-台湾基隆-那覇、那覇-石垣-中国厦門-那覇航路に就航。
なんせい丸
総トン数749G/T、航海速力18ノット、載貨トン数1,350D/W、コンテナ積載量125TEU。
那覇-宮古-石垣-那覇航路に就航。

## 関連会社
- 海邦港運株式会社（那覇市）
- 平良港運株式会社（宮古島市）
- 石垣港運株式会社（石垣市）